# Landskneht
Landsknehti (nemško Landsknecht, mn. Landsknechte) so bili najemniški vojaki, ki so v poznem 15. in 16. stoletju v Evropi postali pomembna vojaška sila. Večinoma so bili nemški najemniški kopjaniki in podporni pešci, ki so bili univerzalni in so se včasih borili na obeh sprtih straneh. V avstrijski vojski je bilo od leta 1486 do 1560 stalno zaposlenih več tisoč landsknehtov in so tvorili jedro armade Svetega rimskega cesarstva. V zgodnjem modernem obdobju so njihovo prvo linijo tvorili doppelsöldnerji (prostovoljci, ki so zaradi večjega tveganja prejemali dvojno plačo), oboroženi z arkebuzami, in zweihänderji, oboroženi s težkimi dvoročnimi meči.

## Etimologija
Nemška beseda Landsknecht (v preteklosti Lantknecht) je sestavljena iz besed Land – dežela in Knecht  - hlapec, se pravi "služabnik dežele ali države".
Naziv Lantknecht  se je v 15. stoletju uporabljal za sodnijske sluge in sodnijske vratarje, ki so obiskovalce usmerjali na prave naslove.
Beseda Landsknecht se je prvič pojavila okoli leta 1470 za opis določenih oddelkov v vojski burgundskega vojvode Karla Drznega. Že leta 1500 se je beseda preoblikovala v Lanzknecht in se je nanašala na vojaške enote, oborožene s sulico kot glavnim orožjem.

## Zgodovina
V burgundskih vojnah so dobro organizirane in oskrbovane vojske burgundskega vojvode Karla doživljale stalne poraze v bitkah s Švicarsko konfederacijo, ki je imela ad hoc miličniško vojsko. Karlovi vojski je primanjkovalo občutka ponosa, tovarištva in vzajemne lojalnosti, ker je bila sestavljena iz fevdalnih gospodov, najemnikov in preprostih nabornikov. Švicarska vojska je bila kljub slabi organizaciji zelo visoko motivirana, agresivna in dobro izurjena v rabi orožja. Švicarski suličarji reisläuferji so stalno poražali Karla in ga nazadnje ubili in Burgundijo izbrisali s seznama evropskih sil.
Na nadvojvodo Maksimilijana I. Habsburškega, ki le leta 1477 s poroko z Marijo Burgundsko nasledil Burgundijo, so švicarske zmage naredile velik vtis. Ko so se v tekmo za burgundsko nasledstvo vmešali Francozi, je Maksimilijan najel flandrijsko vojsko, ki je leta 1479 v bitki Guinegatu s švicarsko taktiko gladko porazila francosko. Po razpustitvi naborniške vojske po končani vojni je Maksimilijan sklenil organizirati stalno in dobro organizirano vojsko po zgledu švicarske. Obstoječa burgundska organizacija za to ni bila primerna, monopol za najemanje reisläuferjev pa so imeli Francozi.
Maksimilijan je prve enote landsknehtov organiziral leta 1486, ko je zbral 6.000-8.000 najemnikov. Eno od enot je dal Eitelu Frideriku II., grofu Hohenzollerna, ki jo je naslednje leto v Brugesu uril s švicarskimi instruktorji. Enota je postala prva enota landsknehtov, znana kot  "Črna garda".
Leta 1488 je Maksimilijan ustanovil Švabsko zvezo in zbral vojsko 12.000 pešakov in 1.200 konjenikov, da bi prestrašil Bavarsko in Češko. To vojsko se šteje za prvo landskneško vojsko v Nemčiji. Leta 1490 je zbral veliko vojsko za avstrijsko-ogrsko vojno in uspel izriniti Ogre iz Avstrije. Landsknehti so zaradi premajhnega plačila in Maksimilijanove odločitve, da ne bo nadaljeval pohoda proti Budi, izropali Stuhlweissenburga (zdaj Székesfehérvár, Madžarska) in odklonili nadaljnje sodelovanje. Da bi se ropanje Stuhlweissenburga ne ponovilo, je Maksimilijan poskušal landsknehte preoblikovati v povsem profesionalno in predvsem nemško vojsko.
Cesarski landsknehti so bili ključni v veliko cesarjevih zmagah, vključno v odločilni bitki pri Pavii leta 1525. Isto leto so tudi zatrli kmečki upor v cesarstvu. Na njihovem višku v zgodnjem 16. stoletju so jih imeli za strašne, pogumne in zveste vojake, vendar so te njihove značilnosti kmalu usahnile.
Od 1560. let je njihov ugled stalno padal. V francoskih verskih vojnah in osemdesetletni vojni sta njihov pogum in disciplina postala predmet kritik. Španski elementi v flandrijski vojski so stalno, čeprav nekoliko nepravično, zaničevali uporabnost landsknehtov. Njihov status je trpel tudi zaradi vse večjega ugleda groznih španskih terciov, ki pa so bili veliko manj pogosti in dražji za usposabljanje. V južni Evropi so landsknehte še vedno imeli za elitne enote. V vojski nizozemskih upornikov so najeli veliko nemških plačancev, ki so se morali odreči nekaterim ustaljenim navadam landsknehtov, da bi povečali svojo disciplino pri prečkanju rek in v pomorskem bojevanju.
Landsknehti so se v vojskah Ivana III. Navarrskega in njegovega naslednika Henrika II. Navarrskega udeležili pohodov za osvojitev Navarre (1512–1524). Bojevali so se tudi na strani Karla V. v bitki za Hondarribio (1521–1524) in sodelovali v številnih cesarskih vojskah na pohodih Avstrije (1532), Francije (1542), Nemške reformirane zveze (1547) in predvsem v italijanskih vojnah. Nekaj se jih je vojskovalo tudi za habsburško-osmanski meji.
Ko je vojska Svetega rimskega cesarja v Italiji porazila francosko vojsko, cesarstvo za plačilo vojakov ni imelo dovolj denarja. 34.000 cesarskih vojakov se je uprlo in prisililo svojega poveljnika, vojvodo Karla III. Bourbonskega, da jih povede na pohod na Rim. Leta 1527 je kakšnih 6.000 Špancev pod Karlovim poveljstvom, 14.000 landsknehtov pod poveljstvom Georga Frunsberškega, nekaj italijanskih pešakov in konjenikov napadlo in izropalo Rim.

## Organizacija in novačenje
Polk landsknehtov je po zgledu na reisläuferje ustanovil vladar s patentnim pismom (Bestallungsbrief), s katerim je imenoval njegovega polkovnika (Obrist). Dokument je določal velikost in strukturo enote, plače njenih mož in drugo  (Artikelsbriefe). Polkovnik je po prejemu pooblastil in zagotovitvi finančnih sredstev, bodisi z bančnim posojilom bodisi z donacijo ustanovitelja, sestavil svojo poveljniško verigo. Njegovi stotniki so zatem z bobnarji in trobentači rekrutirat novake, ki so se zbirali na dogovorjenih mestih. Rekruti so po vpisu dobili prvo mesečno plačo. Polkovnik jim je prebral celo ustanovno listino (Bestallungsbrief), potem pa so prisegli zvestobo svoji enoti, častnikom in cesarju. Postopek je veljal tudi za imenovanje štabov enot in njihovih praporščakov (Fähnriche), ki so prisegli, da svojih praporov ne bodo izgubili za nobeno ceno.
Najvišji poveljujoči častnik polka landsknehtov je bil polkovnik. Če je bilo v vojski več polkov, je poveljevanje prevzel generalpolkovnik (Generalobrist). Če je polk razen pehote vseboval tudi konjenico in topništvo, mu je poveljeval polkovnik (Feldobrist) ali generalpolkovnik.  Polku je lahko v odsotnosti polkovnika poveljeval tudi podpolkovnik. 
Polk je bil razdeljen na deset praporov (Fähnlein), enakovrednih četam, pod poveljstvom stotnikov. Prapor je štel do 400 mož, vključno s sto veterani. Manjša enota je bila krdelo (Rotten), enakovredno vodu, ki je štela deset običajnih landsknehtov ali šest doppelsöldnerjev. Poveljeval mu je poveljnik krdela (Rottmeister), ki so ga iz svojih vrst izvolili člani krdela. Polk landsknehtov je štel povprečno 4.000 mož v deset praporih po 40 krdel. Za urjenje in red so skrbeli naredniki (Feldweibel). Glavni narednik polka (Oberster-Feldweibel) je bil odgovoren za dril na bojišču. Naredniki tropov (Weibel) so bili zadolženi za disciplino in zvezo med vojaki in njihovimi častniki. Skupino vojakov je predstavljal gemeinweibel, ki so ga volili vsak mesec.
Po cesarskem zakonu je lahko imel polkovnik štab 22 častnikov, v praksi pa je bilo njihovo število odvisno od polkovnikove premožnosti. V polkovnikovem štabu so bili kaplan, pisar, zdravnik, izvidnik, polkovnikov osebni sluga, praporščak, bobnar in trobentač in polkovnikova osebna straža (Trabanten) osmih mož. 
Približno enake štabe so imeli tudi stotniki. Njihovi štabi so imeli dodatne glasbenike in dva doppelsöldnerja za stotnikovo zaščito. Poveljnika vojaške policije (provost) in sodnika, ki je bil zadolžen za delovanje enote skladno z ustanovno listino, je imenoval polkovnik. Provost je bil neizprosen in so se ga vsi bali. Za neposlušnost in pijančevanje so bile zagrožene ostre kazni. Provost je imel svojega ječarja, sodnega slugo in rablja  (Freimann).

## Oprema in taktika
Landsknehti so bili, tako kot švicarski reisläuferji, dobro izurjeni in oboroženi s kopji, helebardami in meči. 400 mož prapora je bilo oboroženo s kopjem,  ki je bilo na splošno nekoliko krajše od kopja reisläuferja in je merilo okoli 4,2 m. Izkušeni in dobro opremljeni vojaki so dobivali dvojno plačo in dobili naziv doppelsöldner. V vsakem praporu so tvorili do četrtino moštva. 50  doppelsöldnerjev je bilo oboroženih s helebardami ali težkimi dvoročnimi meči (Zweihänder), dolgimi 170 cm, drugih 50 pa za arkebuzami. Vsi landsknehti, ne glede na osnovno orožje, so nosili kratek meč katzbalger za boj od blizu. Proti kocu 16. stoletja se je število kopjanikov v praporu zmanjšalo na okoli 200.
Taktika landsknehtov je bila kopija švicarske. Razporejeni so bili v kvadrat, imenovan gevierte ordnung. Globok je bil od štirideset do šestdeset vrst.  V prvi ali prvih dveh vrstah so bili doppelsöldnerji. Za njimi so stali praporščaki, ki so jim sledili kvadrati. Kopjaniki, podprti s helebardisti, so bili razporejeni v samem kvadratu, pred njimi in za njimi pa so bili mečevalci. Najbolj izkušeni vojaki so bili v zadnjem delu formacije, arkebuzarji pa na bokih. Prva je napadla skupina vojakov, imenovana forlorn, ki se je poskušala prebiti skozi vrsto nasprotnikovih kopjanikov.
Kopjaniki, podprti helebardisti, so nato poskušali narediti vrzel v nasprotnikovi formaciji. Tudi ta taktika je bila posnetek švicarske.

## Tren
Vsaka enota andsknehtov je imela svoj tren (Tros), ki je tovoril vojaške potrebščine, hrano, zasebno lastnino vojakov in njihove družine. Tros so tvorile žene in otroci in nekaj obrtnikov. Tabore so postavljale ženske in mladi fantje. Ženske so bile zadolžene tudi za kuhanje, zdravljenje ran in čiščenje latrin. Landsknehtom je bilo z Bestallungsbrief prepovedano imeti v trosu več kot eno ženo. Tros je nadzirala "narednica vlačug" (Hurenweibel).